# Noni Benegas
Noni Benegas, Buenos Aires, Argentina 1951, es una poetisa, escritora y traductora española feminista. Colaboradora habitual en el diario La Vanguardia de Barcelona. Premio Nacional de Poesía Miguel Hernández 1987.

## Trayectoria profesional
Realizó estudios de Filosofía y Letras en la Universidad de Buenos Aires. Radicada en España desde 1977.
Son reconocidas sus colaboraciones para el periódico "La Vanguardia" de Barcelona, donde ha presentado el pensamiento del ensayista y urbanista Paul Virilio, teórico de la velocidad. Sus artículos se basaron en la traducción del francés de algunos de los textos del célebre ensayista, en particular: Estética de la desaparición.
Entre 1980 y 1986, Noni Benegas residió en París y en Ginebra, donde conoce al escritor José Ángel Valente, quien elogiará y respaldará su escritura. En 1982 por sus sonetos y sus prosas poéticas recibe el importante Premio Platero de Poesía del Club del Libro en Español de las Naciones Unidas, ex aequo y de forma unánime.
Pública en España en 1994 un poemario intitulado Argonáutica con un polémico prólogo de José María Valverde. Pero no se puede dejar de mencionar que ya en 1986 Benegas había obtenido el VI Premio Nacional de Poesía Miguel Hernández.
Hacia 1991 en Madrid recibe la Ayuda a la Creación Literaria del Ministerio de Cultura. En 1994/1995, a través del ciclo "El saber gay", introdujo la cultura gay-lesbiana en el Círculo de Bellas Artes, junto al poeta y traductor Mario Merlino. El ciclo se compuso de veintidós conferencias, varias presentaciones de libros y de colecciones editoriales, tres piezas de teatro, y entrevistas con varios creadores. 
Ha contribuido con la programación y creación de fichas de sala de una centena de filmes exhibidos durante el Ciclo "La homosexualidad en el cine", Filmoteca Española de Madrid. 
Ha sido invitada de honor en congresos y seminarios de universidades nacionales y extranjeras. Hacia 1997 tras su importante labor de investigación personal realiza junto a Jesús Munárriz  una selección que se concretará en un ensayo preliminar de la antología Ellas tienen la Palabra: dos décadas de poesía española. Este ensayo figura en el tomo que estudia la poesía española femenina entre 1975 y 2000, "Historia y Crítica de la Literatura Española", de Francisco Rico, Real Academia Española.
En 2012 obtiene el Premio Rubén Darío de la Ciudad de Palma
En la actualidad mantiene una vida literaria muy activa enfocada principalmente en el desarrollo de su propia obra poética y de su diario.

### Antologías y obras conjuntas
- Ellas tienen la palabra; dos décadas de poesía española, ed. Noni Benegas & Jesús Munárriz, Madrid: Hiperion, 1997. (Reedición y ampliación, Ellas tienen la palabra. Las Mujeres y la escritura, Madrid, Fondo de Cultura Económica, 2017)[19]
- Ellas resisten. Madrid, Huerga & Fierro, 2019.

### Traducciones
- Virilo, Paul, Estética de la desaparición, Trad. N. Benegas, Barcelona: Anagrama, col. Argumentos, 1988.

## Traducciones de su poesía
- Burning Cartography, trad. al inglés por Noël Valis, Host Publications, Austin, TX, USA, 2007.

## Premios
- Premio Rubén Darío de la Ciudad de Palma, 2012.[20]
- Vila de Martorell, 2011.
- VI Premio Nacional de Poesía Miguel Hernández, 1987.
- Premio Platero de Poesía del Club del libro en español de las Naciones Unidas, 1982.